# 9239 van Riebeeck
9239 van Riebeeck este un asteroid din centura principală de asteroizi.

## Descriere
9239 van Riebeeck este un asteroid din centura principală de asteroizi. A fost descoperit pe 3 mai 1997 la Observatorul La Silla de Eric Walter Elst. El prezintă o orbită caracterizată de o semiaxă mare de 2,32 ua, o excentricitate de 0,21 și o înclinație de 2,0° în raport cu ecliptica.